# Horace Geoffrey Quaritch Wales
Horace Geoffrey Quaritch Wales (meist H. G. Quaritch Wales; * 17. Oktober 1900 in London; † 1981) war ein britischer Orientalist, Südostasienkundler und Archäologe, der sich vor allem mit der Kulturgeschichte Thailands und der indisierten Staaten des südostasiatischen Festlands („Hinterindien“) beschäftigte.

## Leben
Quaritch Wales war der Enkel von Bernard Quaritch, einem aus Deutschland ausgewanderten Begründer der gleichnamigen Antiquariats- und Verlagsbuchhandlung in London (1847). Quaritch Wales besuchte die Charterhouse School und studierte am Queens’ College der Universität Cambridge Naturwissenschaften, insbesondere Geologie. Im Juni 1922 erhielt er seinen Bachelor-Abschluss, heiratete einen Monat später Lena Jones, die im September eine Tochter gebar. Quaritch Wales verließ seine Familie Ende 1923, reiste nach Argentinien und 1924 weiter nach Siam, die gescheiterte Ehe wurde 1929 geschieden. Er trat 1924 in den siamesischen Staatsdienst und wurde Lehrer für Naturwissenschaften am King’s College in Bangkok, das 1926 im Vajiravudh College aufging. In dieser Zeit reiste er auch durch verschiedene Teile Siams. In Bangkok begegnete er George Cœdès and René Nicolas, zwei Experten für südostasiatische Geschichte und Kunst.
Er kehrte 1928 nach London zurück und begann Artikel über Siam und siamesische Kunst zu veröffentlichen. Zudem verkaufte er wertvolle historische Kunstwerke, die er aus Siam mitgebracht hatte, vor allem Buddha- und Götterfiguren, von denen die ältesten aus der Dvaravati- und Srivijaya-Epoche stammten. An der Londoner School of Oriental Studies nahm er 1929 ein Promotionsstudium auf. Seine Dissertation, betreut von Charles Otto Blagden, befasste sich mit Ursprung und Geschichte der hinduistischen und buddhistischen Zeremonien des Königshofs von Siam. Zur Feldforschung hielt er sich 1930–31 erneut in Siam auf und beobachtete u. a. die Schaukelzeremonie (Sao Ching Cha) im Bangkoker Tempel Wat Suthat. Seine Dissertationsschrift Siamese State Ceremonies veröffentlichte er 1931 im familieneigenen Verlag und bekam den Ph.D. in Anthropologie verliehen. Im Dezember desselben Jahres heiratete er in zweiter Ehe die studierte Juristin Dorothy Clementina Johnson. Er etablierte sich in London als Experte für siamesische Kultur und gesellschaftliche Bräuche, veröffentlichte zahlreiche Artikel und hielt Vorträge vor Gelehrtengesellschaften. Es folgte 1934 eine Publikation über die frühere Regierungsform und Verwaltung Siams, die auch ins Thailändische übersetzt wurde.
Von 1934 bis 1936 leitete er für das Greater India Research Committee archäologische Ausgrabungen frühbuddhistischer Stätten in Thailand, von 1937 bis 1940 unternahmen seine Frau und er Untersuchungen und Ausgrabungen in Malaya, insbesondere im Bujang-Tal im Sultanat Kedah. Diese Arbeiten waren Grundlage seines 1951 veröffentlichten Buchs The Making of Greater India, in dem er die von George Cœdès entwickelte These der Indisierung Südostasiens weiterentwickelte. Während des Zweiten Weltkriegs diente Quaritch Wales ab November 1940 als Leutnant und Nachrichtenoffizier in der 11th Indian Infantry Division, die in Britisch-Malaya gegen die Japaner kämpfte. Vor der Kapitulation der Briten in Malaya im Februar 1942 wurde er als Generalstabsoffizier evakuiert. Die restlichen Kriegsjahre verbrachten Dorothy und Quaritch Wales in New York, wo er Presseartikel schrieb, vor allem Berichterstattung über den Pazifikkrieg, u. a. für die New York Times. Daneben veröffentlichte er 1943 sein Buch Years of Blindness, in dem er die britische, französische und niederländische Kolonialherrschaft in Südostasien kritisierte.
Nach Kriegsende, vermutlich 1948, kehrte Quaritch Wales nach England zurück. Er bewarb sich 1949 um den Lehrstuhl für südostasiatische Geschichte an der University of London, auf den jedoch D. G. E. Hall berufen wurde. Von 1939 bis 1971 war Quaritch Wales Mitglied, von 1951 bis 1971 Vorsitzender des Board of Directors (Verwaltungsrats) der Verlagsbuchhandlung Bernard Quaritch Ltd. Von 1947 bis 1958 gehörte er dem Rat der Royal Asiatic Society an, von 1964 bis 1968 war er ihr stellvertretender Vorsitzender. Seinen Lebensabend verbrachte er mit seiner Frau in Haslemere (Surrey). Seine Witwe Dorothy Wales vermachte bei ihrem Tod 1994 Quaritch Wales’ Bibliothek, unveröffentlichte Aufzeichnungen und Kunstgegenstände der Royal Asiatic Society.

## Veröffentlichungen
- Siamese State Ceremonies: Their history and function. London: Quaritch, 1931 (Dissertation, University of London).
- Theory and ritual connected with pregnancy, birth and infancy. In: The Journal of the Royal Anthropological Institute of Great Britain and Ireland. Bd. 63 (1933), S. 441–451.
- The Exploration of Sri Deva: An Ancient Indian City in Indochina. London: India Society, 1937.
- Towards Angkor in the footsteps of the Indian invaders. London: Harrap, 1937.
- The Making of Greater India: A study in Southeast Asian culture change. London: Quaritch, 1951.
- Ancient South-east Asian warfare. London: Quaritch, 1952 (lange ein Standardwerk).
- The mountain of God: A study in early religion and kingship. London: Quaritch, 1953.
- Prehistory and religion in South-east Asia. London: Quaritch, 1957.
- Angkor and Rome: A historical comparison. London: Quaritch, 1965.
- The Indianization of China and of South East Asia. London: Quaritch, 1967, ISBN 0-85388-041-7.
- Dvaravati: Earliest Kingdom of Siam. London: Quaritch, 1969, ISBN 0-85388-002-6.
- Early Burma, Old Siam: A comparative commentary. London: Quaritch, 1973, ISBN 0-85388-086-7.
- Universe Around Them: Cosmology and Cosmic Renewal in Indianized South-east Asia (Probsthain’s oriental series. Bd. 30). London: Probsthain, 1977, ISBN 0-853820-06-6.
- Divination in Thailand. The Hopes and Fears of a Southeast Asian People. London: Curzon Press, 1981.